# Justinus Ehrenfried Gerhard
Justinus Ehrenfried Gerhard (* um 1710; † 16. Januar 1786) – mitunter auch Justinius Ehrenfried Gerhardt – war ein deutscher Orgelbauer und Gründer der Ostthüringischen Orgelbauerfirma Gerhard.
Gerhard war Schüler des sächsischen Orgelbauers Gottfried Silbermann. Seine Werkstatt befand sich in Lindig. Dorthin war er als junger Mann zugewandert; er heiratete 1741 eine Ortsansässige. Aus der Ehe gingen sechs Kinder hervor, von denen eine Tochter und ein Sohn das Erwachsenenalter erreichten. Letzterer, Christian August Gerhard, führte die väterliche Werkstatt erfolgreich weiter.

## Nachgewiesene Werke
| Jahr    | Ort             | Kirche                       | Bild | Manuale | Register | Bemerkungen                                                                                 |
| ------- | --------------- | ---------------------------- | ---- | ------- | -------- | ------------------------------------------------------------------------------------------- |
| 1735    | Engerda         | St. Michael                  |      | I/P     | 10       |                                                                                             |
| 1736    | Dienstädt       | St. Sebastian                |      |         |          | 2007 restauriert                                                                            |
| 1737    | Untergneus      | Dorfkirche                   |      | I/P     | 9        | 1997 wiedergeweiht                                                                          |
| 1746    | Freienorla      | St. Laurentius               |      | I/P     | 9        | 1989 restauriert → Orgel                                                                    |
| 1742    | Lindig          | Dorfkirche                   |      | II/P    | 17       |                                                                                             |
| 1744    | Leislau         | Dorfkirche                   |      | I/P     | 8        |                                                                                             |
| 1745    | Mennewitz       | Dorfkirche                   |      | I/P     | 11       | Barocker Kammerton; nicht spielbar, Restaurierung bevorstehend (2022) → Orgel               |
| 1749–50 | Schlöben        | Dorfkirche                   |      | II/P    | 16       | Sog. „Novalis-Orgel“                                                                        |
| 1750–52 | Ilmenau         | St. Jakobus                  |      |         |          | Orgel während des Baues durch Brand zerstört.                                               |
| 1733    | Altenberga      | St. Maria                    |      | I/P     | 14       | nicht spielbar                                                                              |
| 1754    | Tautendorf      | Dorfkirche                   |      | I/P     | 11       | Heute Eichenberg                                                                            |
| 1755    | Weßmar          | St.- Michaelis-Kirche        |      |         |          |                                                                                             |
| 1755    | Kleinlöbichau   | Dorfkirche                   |      | I/P     | 7        |                                                                                             |
| 1758    | Oelknitz        | Dorfkirche                   |      | I/P     | 11       |                                                                                             |
| 1764    | Jena-Ziegenhain | Marienkirche                 |      | I/P     | 9        | Erweiterungsumbau eines älteren Werkes von 1735, restauriert/rekonstruiert bis 2001 → Orgel |
| 1765    | Mörsdorf        | Dorfkirche                   |      | II/P    | 17       | 1876 durchgreifender Umbau, 2006 Restaurierung auf den gewachsenen Zustand → Orgel          |
| 1766/67 | Bürgel          | Stadtkirche St. Johannes     |      | II/P    | 21       | 1996 restauriert                                                                            |
| 1768    | Döbritz         | Dorfkirche                   |      | I/P     | 7        | seit Jahrzehnten unspielbar → Orgel                                                         |
| 1770    | Donndorf        | Klosterkirche St. Laurentius |      | II/P    | 10       | nicht spielbar                                                                              |
| 1770    | Lützen          |                              |      |         |          | Anschlag zur Reparatur der Orgel                                                            |
| 1774    | Pillingsdorf    | St. Martin                   |      | I/P     | 10       |                                                                                             |
| 1780    | Rüdersdorf      | Dorfkirche                   |      | II/P    | 19       |                                                                                             |